# Halticosaure
L'halticosaure (Halticosaurus) és un gènere de dinosaure teròpode que va viure en el Triàsic superior (Norià), fa entre 205 i 210 milions d'anys. És un celofisoïdeu que va viure en el que avui en dia és Alemanya. Alguns investigadors consideren que l'halticosaure és el mateix gènere que Liliensternus, però Samuel Welles (1984) va trobar diferències en el cap femoral i el trocànter anterior.